# El barco en la hierba
El barco en la hierba (en francés Le bateau sur l'herbe) es una película francesa de Gérard Brach estrenada en 1971.

## Argumento
Los amigos David (Jean-Pierre Cassel) y Olivier (John McEnery) trabajan a modificar el barco que los llevará pronto a la aventura. En el apartamento que Olivier en París, David llevó a Eléonore (Claude Jade), una joven muchacha quien conoce recientemente. Olivier hace el conocimiento de Eléonore. Invita a su amigo, trae a la joven muchacha con él. Eléonore se integra en la vida de la joven gente. David cayó enamorado de Eléonore. Eléonore oye las observaciones descortesas a su lugar. Es lo que pues exactamente, ella misma no lo sabe, sino Eléonore se promete no dejar pasar la injuria. A partir de que la ocasión se presenta, libre de causarlo, Eléonore usa la todo su encanto para seducir Olivierr. Sus recursos son numerosos, pero no tendrán influencia sobre el joven hombre. Por supuesto, no es lo que producirá beneficio a David. Se termina el barco. Se prepara a bautizarlo. Gracias a Eléonore, el drama estalla. David se aleja entonces con Eléonore...
- Datos: Q629181